# Acraea anacreon
Telchinia anacreon là một loài bướm ngày thuộc họ Nymphalidae. Nó được tìm thấy ở Kwazulu-Natal và Transvaal và from Angola to Zimbabwe và to Kenya.
Sải cánh dài 40–50 mm đối với con đực và 45–55 mm đối với con cái. Con trưởng thành bay từ tháng 10 đến tháng 5, nhiều nhất vào tháng 2. There are usually multiple generations per year, but only one (with adults on wing in tháng 2) in high mountains.
Ấu trùng ăn Cliffortia linearifolia, Aeschynomene và Adenia species.